# Játék határok nélkül 2015
A Játék határok nélkül 2015 (illetve a többi részt vevő országban: Intervilles International vagy The Biggest Game Show of the World) egy játékos sportverseny volt, melyben különböző országok szórakoztató formában mérettették meg csapataikat egymás ellen. Az adásokat ezúttal Kínában vették fel. Az ország korábban nyolcszor szerepelt a játékokon – utoljára 2012-ben. A 2015-ös versenyen továbbá Algéria, Franciaország, Kazahsztán és Magyarország csapata vett részt.
A műsort Magyarországon a Duna vetítette szombat esténként, 19:40-es kezdéssel. A műsorvezetők Varga Edit és Gundel Takács Gábor voltak, utóbbi az előző évadban kommentátorként vett részt.

## A helyszín
A műsor forgatása két héten át, 2015. június 8. és 22. között zajlott Kína legkisebb tartományában, Hajnanban, ahol az országok játékosai egy közel 6000 négyzetméteres zárt stúdióban küzdöttek meg egymással. A forgatás eredetileg április 18. és május 8. között szabadtéren lett volna.

## A részt vevő országok
A 2015-ös játékon az alábbi öt ország vett részt. Az országok nevei mellett a csapatszínek találhatók, melyet a játékosok a jelmezükön is viseltek.
| – Algéria       |
| – Franciaország |
| – Kazahsztán    |
| – Kína          |
| – Magyarország  |

Először vett részt a versenyen Algéria. A házigazda Kína és Kazahsztán visszatért a műsorba, ők utoljára 2012-ben vettek részt. (Ekkor még Magyarország nem vett részt a műsorban.) Ugyanakkor, a 2015-ös játéktól visszalépett az egyiptomi, az indonéz és az amerikai csapat is.

## A magyar csapat tagjai
A csapatok 48 főből álltak, azonban egyszerre csak 12-en (7 férfi, 5 nő) vehettek részt a játékban, így a versenyzők váltották egymást. A civilek mellett minden ország csapatában voltak híres emberek.
A magyar csapat tagjai:
1. Bartanics Fanni
2. Bedő Gyula
3. Bolvári Dániel
4. Borlay Vince
5. Butt Tamás
6. Csizmadia Anna
7. Dániel Gergő
8. Dudás Balázs
9. Fűrész Márton
10. Gyarmóczki Péter
11. Jelentős Miklós
12. Juni Emese
13. Kolozsváry Melinda
14. Kormos Villő
15. Kozmann György
16. Ledényi Levente
17. Magyar Levente
18. Máthé Barna
19. Nedeczky Júlia
20. Nemere Nóra
21. Pintér Annamária
22. Pulai Imre
23. Rózsa Viktor
24. Sebők Máté
25. Szécsi Zoltán
26. Szilasi Gábor
27. Tari János
28. Télessy Ádám
29. Tóth Bence
30. Wittmann Miklós

A csapat kapitánya Szécsi Zoltán vízilabdázó volt.

## A verseny
A verseny magyar házigazdái Varga Edit és Gundel Takács Gábor voltak, utóbbi az előző évadban kommentátorként szerepelt a műsorban. A tizenhárom adásból álló műsorfolyamot Magyarországon HD minőségben közvetíti a Duna október 17-től, szombat esténként főműsoridőben.
A 2015-ös évadban a pontozási rendszer megváltozott. A csapatok nemcsak pontokat kapnak minden játék után, hanem érmeket is. Az adott játék első helyezettje egy aranyérmet, a második egy ezüstérmet, a harmadik egy bronzérmet, míg a negyedik és az ötödik helyezett csapat egy-egy csokoládéérmet kap. Az aranyérem 3 pontot, az ezüstérem 2 pontot, a bronzérem pedig 1 pontot ér, míg a csokoládéérem nulla pontot ér, tehát a negyedik és ötödik helyezett egyáltalán nem pontot a feladatért. Holtverseny esetén, az országok azonos pontszámokat kaptak.
Változott a feladatok száma is: minden adásban – a előző évadbeli hattal ellentétben – már hét játékelem szerepelt. Azonban, minden ország egy játékból kimaradt, ezt a csapatok maguk dönthették el. Az első játék egy sorsdöntő futamverseny volt, amelynek győztese elsőbbségben részesült a választásban: elsőként dönthette el, hogy a következő öt feladat közül melyikben nem szeretne szerepelni. A többi ország csak ezután dönthetett az 1. feladat végeredményének sorrendjében.
A hetedik feladat, az úgynevezett Bajnokok fala volt. Az előző évaddal ellentétben, a falmászás nem egy külön verseny volt, hanem ez is ugyanúgy beleszámított az adások végeredményébe, mint a többi feladat. Azonban, ezúttal nem az előző feladatok során kialakult sorrendnek megfelelően, előnnyel illetve hátránnyal indultak a csapatok, hanem mindegyik csapat a mászófal legalsó fokán kezdett. Az viszont változatlan maradt, hogy csapatonként három versenyző vett részt a játékban. A Bajnokok fala pontozása az alábbi módon történt: az első helyezett 8 pontot, a második 6 pontot, a harmadik pedig 4 pontot kapott. A játék negyedik illetve ötödik helyezettje a többi játékhoz hasonlóan nem kapott pontot ezért a feladatért.
A csapatok egyesével vagy párosával játszottak egymás ellen, kivéve az 1. feladatot, ami egy futamverseny volt, így ott az országok egyszerre küzdöttek meg a győzelemért.
A játékok között voltak kifejezetten a házigazda, Kínához kapcsolódóak is, például az egyik feladatban a versenyzők óriáspanda-jelmezbe öltöztek.
Az adások végeredménye az első hat feladat és a Bajnokok fala során szerzett pontok összegéből alakult ki.
A játéksorozat ezúttal is 13 fordulóból állt.
A verseny főbírója ezúttal is a svájci Olivier Grandjean volt.

## Adások
Jelmagyarázat
| Kimaradt | – Az első feladat győztese elsőként dönthetett arról, hogy melyik feladatban nem kíván részt venni |

### 1. forduló
- Magyar sugárzás: 2015. október 17.
- Magyar játékosok: Csizmadia Anna, Borlay Vince, Bolvári Dániel, Wittmann Miklós, Dudás Balázs, Nemere Nóra, Pulai Imre, Jelentős Miklós, Nedeczky Júlia, Kolozsvári Melinda, Pintér Annamária, Dániel Gergő, Sebők Máté, Magyar Levente, Tari János, Rózsa Viktor

| Helyezés | Ország        | Szín | Játékok | Játékok  | Játékok  | Játékok  | Játékok  | Játékok  | Bajnokok fala | Összpontszám |
| Helyezés | Ország        | Szín | 1.      | 2.       | 3.       | 4.       | 5.       | 6.       | Bajnokok fala | Összpontszám |
| -------- | ------------- | ---- | ------- | -------- | -------- | -------- | -------- | -------- | ------------- | ------------ |
| 1.       | Franciaország |      | 0       | Kimaradt | 3        | 3        | 3        | 2        | 8             | 19           |
| 2.       | Kazahsztán    |      | 0       | 2        | Kimaradt | 2        | 2        | 3        | 4             | 13           |
| 3.       | Magyarország  |      | 3       | 3        | 2        | 1        | Kimaradt | 1        | 0             | 10           |
| 3.       | Kína          |      | 1       | 2        | 1        | Kimaradt | 0        | 0        | 6             | 10           |
| 4.       | Algéria       |      | 2       | 1        | 1        | 2        | 1        | Kimaradt | 0             | 7            |

### 2. forduló
- Magyar sugárzás: 2015. október 24.
- Magyar játékosok: Fűrész Márton, Dániel Gergő, Tóth Bence, Bedő Gyula, Szilasi Gábor, Jelentős Miklós, Máthé Barna, Magyar Levente, Ledényi Levente, Rózsa Viktor

| Helyezés | Ország        | Szín | Játékok | Játékok  | Játékok  | Játékok  | Játékok  | Játékok  | Bajnokok fala | Összpontszám |
| Helyezés | Ország        | Szín | 1.      | 2.       | 3.       | 4.       | 5.       | 6.       | Bajnokok fala | Összpontszám |
| -------- | ------------- | ---- | ------- | -------- | -------- | -------- | -------- | -------- | ------------- | ------------ |
| 1.       | Kazahsztán    |      | 2       | 2        | 2        | 3        | Kimaradt | 3        | 6             | 18           |
| 2.       | Franciaország |      | 3       | 3        | 2        | 3        | 2        | Kimaradt | 4             | 17           |
| 3.       | Kína          |      | 0       | Kimaradt | 2        | 2        | 1        | 0        | 8             | 13           |
| 4.       | Magyarország  |      | 1       | 3        | Kimaradt | 2        | 3        | 2        | 0             | 11           |
| 5.       | Algéria       |      | 0       | 1        | 3        | Kimaradt | 0        | 1        | 0             | 5            |

### 3. forduló
- Magyar sugárzás: 2015. október 31.
- Magyar játékosok: Juni Emese, Borlay Vince, Wittmann Miklós, Dániel Gergő, Dudás Balázs, Pulai Imre, Bartanics Fanni, Télessy Ádám, Nemere Nóra, Gyarmóczki Péter, Csizmadia Anna, Fűrész Márton, Sebők Máté, Bedő Gyula, Tóth Bence, Butt Tamás, Magyar Levente, Ledényi Levente, Rózsa Viktor

| Helyezés | Ország        | Szín | Játékok | Játékok  | Játékok  | Játékok  | Játékok  | Játékok  | Bajnokok fala | Összpontszám |
| Helyezés | Ország        | Szín | 1.      | 2.       | 3.       | 4.       | 5.       | 6.       | Bajnokok fala | Összpontszám |
| -------- | ------------- | ---- | ------- | -------- | -------- | -------- | -------- | -------- | ------------- | ------------ |
| 1.       | Kína          |      | 0       | 3        | 2        | Kimaradt | 2        | 2        | 8             | 17           |
| 2.       | Kazahsztán    |      | 3       | 2        | 1        | 2        | 1        | Kimaradt | 6             | 15           |
| 3.       | Magyarország  |      | 2       | 2        | 3        | 3        | Kimaradt | 3        | 0             | 13           |
| 4.       | Algéria       |      | 1       | 3        | Kimaradt | 1        | 3        | 1        | 0             | 9            |
| 5.       | Franciaország |      | 0       | Kimaradt | 0        | 1        | 2        | 0        | 4             | 7            |

### 4. forduló
- Magyar sugárzás: 2015. november 7.
- Magyar játékosok: Bartanics Fanni, Magyar Levente, Tari János, Nedeczky Júlia, Kolozsvári Melinda, Máthé Barna, Butt Tamás, Sebők Máté, Dániel Gergő, Nemere Nóra, Juni Emese, Kozmann György, Pintér Annamária, Bolvári Dániel, Jelentős Miklós, Wittmann Miklós, Ledényi Levente, Rózsa Viktor

| Helyezés | Ország        | Szín | Játékok | Játékok  | Játékok  | Játékok  | Játékok  | Játékok  | Bajnokok fala | Összpontszám |
| Helyezés | Ország        | Szín | 1.      | 2.       | 3.       | 4.       | 5.       | 6.       | Bajnokok fala | Összpontszám |
| -------- | ------------- | ---- | ------- | -------- | -------- | -------- | -------- | -------- | ------------- | ------------ |
| 1.       | Kazahsztán    |      | 2       | 3        | Kimaradt | 3        | 3        | 3        | 6             | 20           |
| 2.       | Kína          |      | 0       | 2        | 1        | Kimaradt | 3        | 2        | 8             | 16           |
| 3.       | Franciaország |      | 1       | 3        | 2        | 3        | 2        | Kimaradt | 4             | 15           |
| 4.       | Magyarország  |      | 3       | Kimaradt | 3        | 3        | 2        | 2        | 0             | 13           |
| 5.       | Algéria       |      | 0       | 1        | 2        | 2        | Kimaradt | 1        | 0             | 6            |

### 5. forduló
- Magyar sugárzás: 2015. november 14.
- Magyar játékosok: Nemere Nóra, Szilasi Gábor, Bedő Gyula, Tóth Vincze, Borlay Vince, Szécsi Zoltán, Pulai Imre, Kozmann György, Bolvári Dániel, Tari János, Nedeczky Júlia, Juni Emese, Bartanics Fanni, Télessy Ádám, Jelentős Miklós, Wittmann Miklós, Butt Tamás, Kolozsváry Melinda, Csizmadia Anna, Pintér Annamária, Gyarmóczki Péter, Ledényi Levente, Magyar Levente, Rózsa Viktor

| Helyezés | Ország        | Szín | Játékok | Játékok  | Játékok  | Játékok  | Játékok  | Játékok  | Bajnokok fala | Összpontszám |
| Helyezés | Ország        | Szín | 1.      | 2.       | 3.       | 4.       | 5.       | 6.       | Bajnokok fala | Összpontszám |
| -------- | ------------- | ---- | ------- | -------- | -------- | -------- | -------- | -------- | ------------- | ------------ |
| 1.       | Franciaország |      | 3       | 1        | 2        | 2        | Kimaradt | 3        | 8             | 19           |
| 2.       | Algéria       |      | 0       | 3        | Kimaradt | 3        | 0        | 1        | 6             | 13           |
| 3.       | Magyarország  |      | 2       | 2        | 3        | 2        | 1        | Kimaradt | 0             | 10           |
| 4.       | Kazahsztán    |      | 0       | Kimaradt | 0        | 1        | 2        | 0        | 4             | 7            |
| 4.       | Kína          |      | 1       | 0        | 1        | Kimaradt | 3        | 2        | Kizárták      | 7            |

A Bajnokok falából a versenybíróság kizárta a kínai csapatot, mert az első versenyzőjük szabálytalan volt.

### 6. forduló
A 6. forduló az első elődöntő volt.
- Magyar sugárzás: 2015. november 21.
- Magyar játékosok: Csizmadia Anna, Borlay Vince, Ledényi Levente, Wittmann Miklós, Sebők Máté, Bartanics Fanni, Pulai Imre, Kolozsváry Melinda, Jelentős Miklós, Nedeczky Júlia, Juni Emese, Butt Tamás, Dániel Gergő, Magyar Levente, Rózsa Viktor

| Helyezés | Ország        | Szín | Játékok | Játékok  | Játékok  | Játékok  | Játékok  | Játékok  | Bajnokok fala | Összpontszám |
| Helyezés | Ország        | Szín | 1.      | 2.       | 3.       | 4.       | 5.       | 6.       | Bajnokok fala | Összpontszám |
| -------- | ------------- | ---- | ------- | -------- | -------- | -------- | -------- | -------- | ------------- | ------------ |
| 1.       | Magyarország  |      | 0       | 2        | 3        | 1        | Kimaradt | 2        | 8             | 16           |
| 2.       | Franciaország |      | 3       | 3        | 2        | Kimaradt | 2        | 3        | Kizárták      | 13           |
| 3.       | Kazahsztán    |      | 1       | 1        | 1        | 3        | 1        | Kimaradt | Kizárták      | 7            |
| 4.       | Algéria       |      | 2       | 0        | Kimaradt | 0        | 3        | 1        | Kizárták      | 6            |
| 5.       | Kína          |      | 0       | Kimaradt | 2        | 2        | 0        | 0        | Kizárták      | 4            |

A Bajnokok falából a versenybíróság kizárta az algériai, a francia, a kazah és a kínai csapatot, mert versenyzőik szabálytalanok voltak.

### 7. forduló
- Magyar sugárzás: 2015. november 28.
- Magyar játékosok: Bartanics Fanni, Wittmann Miklós, Bolvári Dániel, Ledényi Levente, Télessy Ádám, Bedő Gyula, Tóth Bence, Szécsi Zoltán, Dudás Balázs, Tari János, Máthé Barna, Dániel Gergő, Nedeczky Júlia, Juni Emese, Pintér Annamária, Szilasi Gábor, Butt Tamás, Sebők Máté, Magyar Levente, Rózsa Viktor

| Helyezés | Ország        | Szín | Játékok | Játékok  | Játékok  | Játékok  | Játékok  | Játékok  | Bajnokok fala | Összpontszám |
| Helyezés | Ország        | Szín | 1.      | 2.       | 3.       | 4.       | 5.       | 6.       | Bajnokok fala | Összpontszám |
| -------- | ------------- | ---- | ------- | -------- | -------- | -------- | -------- | -------- | ------------- | ------------ |
| 1.       | Kazahsztán    |      | 3       | 3        | 2        | Kimaradt | 2        | 2        | 4             | 16           |
| 2.       | Kína          |      | 0       | Kimaradt | 3        | 1        | 0        | 3        | 8             | 15           |
| 3.       | Franciaország |      | 1       | 0        | 2        | 2        | Kimaradt | 1        | 6             | 12           |
| 3.       | Magyarország  |      | 2       | 2        | Kimaradt | 3        | 3        | 2        | 0             | 12           |
| 4        | Algéria       |      | 0       | 1        | 1        | 1        | 1        | Kimaradt | 0             | 4            |

### 8. forduló
- Magyar sugárzás: 2015. december 5.
- Magyar játékosok: Fűrész Márton, Magyar Levente, Butt Tamás, Bartanics Fanni, Kolozsváry Melinda, Dániel Gergő, Sebők Máté, Bedő Gyula, Rózsa Viktor, Ledényi Levente, Pintér Annamária, Nedeczky Júlia, Kozmann György, Juni Emese, Nemere Nóra, Gyarmóczki Péter, Télessy Ádám

| Helyezés | Ország        | Szín | Játékok | Játékok  | Játékok  | Játékok  | Játékok  | Játékok  | Bajnokok fala | Összpontszám |
| Helyezés | Ország        | Szín | 1.      | 2.       | 3.       | 4.       | 5.       | 6.       | Bajnokok fala | Összpontszám |
| -------- | ------------- | ---- | ------- | -------- | -------- | -------- | -------- | -------- | ------------- | ------------ |
| 1.       | Kazahsztán    |      | 2       | 2        | Kimaradt | 3        | 2        | 2        | 6             | 17           |
| 2.       | Kína          |      | 0       | Kimaradt | 2        | 2        | 3        | 1        | 8             | 16           |
| 3.       | Franciaország |      | 1       | 2        | 0        | Kimaradt | 1        | 3        | 4             | 11           |
| 3.       | Magyarország  |      | 3       | 2        | 3        | 3        | 0        | Kimaradt | 0             | 11           |
| 4.       | Algéria       |      | 0       | 3        | 1        | 2        | Kimaradt | 1        | 0             | 7            |

### 9. forduló
- Magyar sugárzás: 2015. december 12.
- Magyar játékosok: Borlay Vince, Szilasi Gábor, Kormos Villő, Juni Emese, Gyarmóczki Péter, Nemere Nóra, Ledényi Levente, Sebők Máté, Bedő Gyula, Tóth Bence, Pintér Annamária, Télessy Ádám, Dániel Gergő, Fűrész Márton, Magyar Levente, Rózsa Viktor

| Helyezés | Ország        | Szín | Játékok | Játékok  | Játékok  | Játékok  | Játékok  | Játékok  | Bajnokok fala | Összpontszám |
| Helyezés | Ország        | Szín | 1.      | 2.       | 3.       | 4.       | 5.       | 6.       | Bajnokok fala | Összpontszám |
| -------- | ------------- | ---- | ------- | -------- | -------- | -------- | -------- | -------- | ------------- | ------------ |
| 1.       | Kína          |      | 0       | 3        | 1        | 2        | 2        | Kimaradt | 8             | 16           |
| 2.       | Franciaország |      | 2       | Kizárták | 2        | 2        | Kimaradt | 2        | 6             | 14           |
| 3.       | Magyarország  |      | 3       | Kimaradt | 3        | 3        | 0        | 3        | 0             | 12           |
| 4.       | Algéria       |      | 1       | 2        | 0        | Kimaradt | 3        | 1        | 4             | 11           |
| 5.       | Kazahsztán    |      | 0       | Kizárták | Kimaradt | 1        | 1        | 0        | Kizárták      | 2            |

A versenybíróság 2. játékból kizárta a francia és a kazah csapatot, valamint utóbbit a Bajnokok falából is, mert versenyzőik szabálytalanok voltak.

### 10. forduló
- Magyar sugárzás: 2015. december 19.
- Magyar játékosok:

| Helyezés | Ország        | Szín | Játékok | Játékok  | Játékok  | Játékok  | Játékok  | Játékok  | Bajnokok fala | Összpontszám |
| Helyezés | Ország        | Szín | 1.      | 2.       | 3.       | 4.       | 5.       | 6.       | Bajnokok fala | Összpontszám |
| -------- | ------------- | ---- | ------- | -------- | -------- | -------- | -------- | -------- | ------------- | ------------ |
| 1.       | Kazahsztán    |      | 3       | Kimaradt | 3        | 3        | 2        | 3        | 4             | 18           |
| 2.       | Kína          |      | 2       | 1        | Kimaradt | 2        | 3        | 0        | 6             | 14           |
| 3.       | Franciaország |      | 0       | 3        | 0        | 1        | 0        | Kimaradt | 8             | 12           |
| 4.       | Magyarország  |      | 1       | 2        | 3        | 1        | Kimaradt | 2        | 0             | 9            |
| 5.       | Algéria       |      | 0       | 1        | 2        | Kimaradt | 1        | 1        | 0             | 5            |

### 11. forduló
- Magyar sugárzás: 2016. január 2.
- Magyar játékosok: Bartanics Fanni, Borlay Vince, Szilasi Gábor, Dániel Gergő, Fűrész Márton, Tari János, Dudás Balázs, Kolozsváry Melinda, Tóth Bence, Wittmann Miklós, Sebők Máté, Pintér Annamária, Magyar Levente, Ledényi Levente, Rózsa Viktor

| Helyezés | Ország        | Szín | Játékok | Játékok  | Játékok  | Játékok  | Játékok  | Játékok  | Bajnokok fala | Összpontszám |
| Helyezés | Ország        | Szín | 1.      | 2.       | 3.       | 4.       | 5.       | 6.       | Bajnokok fala | Összpontszám |
| -------- | ------------- | ---- | ------- | -------- | -------- | -------- | -------- | -------- | ------------- | ------------ |
| 1.       | Kazahsztán    |      | 2       | 3        | Kimaradt | 3        | 1        | 1        | 6             | 15           |
| 1.       | Kína          |      | 0       | 3        | 0        | Kimaradt | 2        | 2        | 8             | 15           |
| 3.       | Franciaország |      | 1       | Kimaradt | 2        | 0        | 1        | 3        | 4             | 11           |
| 4.       | Magyarország  |      | 0       | 3        | 3        | 1        | 3        | Kimaradt | 0             | 10           |
| 5.       | Algéria       |      | 3       | 2        | 1        | 2        | Kimaradt | 0        | 0             | 8            |

### 12. forduló
A 12. forduló a második elődöntő volt.
- Magyar sugárzás: 2016. január 9.
- Magyar játékosok: Bartanics Fanni, Kormos Villő, Csizmadia Anna, Kolozsváry Melinda, Gyarmóczki Péter, Dániel Gergő, Wittmann Miklós, Jelentős Miklós, Pintér Annamária, Dudás Balázs, Tari János, Borlay Vince, Fűrész Márton, Juni Emese, Magyar Levente, Ledényi Levente, Rózsa Viktor

| Helyezés | Ország        | Szín | Játékok | Játékok  | Játékok  | Játékok  | Játékok  | Játékok  | Bajnokok fala | Összpontszám |
| Helyezés | Ország        | Szín | 1.      | 2.       | 3.       | 4.       | 5.       | 6.       | Bajnokok fala | Összpontszám |
| -------- | ------------- | ---- | ------- | -------- | -------- | -------- | -------- | -------- | ------------- | ------------ |
| 1.       | Magyarország  |      | 3       | 2        | Kimaradt | 2        | 3        | 3        | 6             | 19           |
| 2.       | Kazahsztán    |      | 1       | 3        | 3        | 3        | 0        | Kimaradt | 8             | 18           |
| 3.       | Algéria       |      | 0       | 1        | 2        | Kimaradt | 2        | 2        | 4             | 11           |
| 4.       | Franciaország |      | 2       | Kimaradt | 1        | 0        | 1        | 2        | 0             | 6            |
| 5.       | Kína          |      | 0       | 1        | Kizárták | 1        | Kimaradt | 1        | 0             | 3            |

### 13. forduló
A 13. forduló a döntő volt. A döntőben dupla pontokat kaptak a csapatok.
- Magyar sugárzás: 2016. január 16.
- Magyar játékosok: Fűrész Márton, Bartanics Fanni, Bedő Gyula, Tóth Bence, Borlay Vince, Szécsi Zoltán, Dudás Balázs, Tari János, Máthé Barna, Dániel Gergő, Kormos Villő, Juni Emese, Csizmadia Anna, Szilasi Gábor, Wittmann Miklós, Sebők Máté, Magyar Levente, Ledényi Levente, Rózsa Viktor

| Helyezés | Ország        | Szín | Játékok  | Játékok  | Játékok  | Játékok  | Játékok  | Játékok  | Bajnokok fala | Összpontszám |
| Helyezés | Ország        | Szín | 1.       | 2.       | 3.       | 4.       | 5.       | 6.       | Bajnokok fala | Összpontszám |
| -------- | ------------- | ---- | -------- | -------- | -------- | -------- | -------- | -------- | ------------- | ------------ |
| 1.       | Magyarország  |      | 6        | 2        | 6        | Kimaradt | 6        | 6        | 8             | 34           |
| 1.       | Kína          |      | 4        | 6        | Kimaradt | 2        | 0        | 6        | 16            | 34           |
| 2.       | Kazahsztán    |      | Kizárták | 4        | 4        | 6        | Kimaradt | 6        | 12            | 32           |
| 3.       | Franciaország |      | Kizárták | Kimaradt | 0        | 4        | 4        | 4        | 0             | 12           |
| 4.       | Algéria       |      | Kizárták | 2        | 2        | 0        | 2        | Kimaradt | 0             | 6            |

## Eredmények összesítése
A műsor végén három kategóriában osztottak ki díjakat: 
- Összesített bajnok – a játékok és a Bajnokok fala alapján együttesen
- Játékok bajnoka – a játékok alapján
- A Bajnokok fala legjobbja

A kategóriák végeredménye a következő módon alakult ki:
- elődöntőből továbbvitt (magasabb) pontszám + döntős pontszám = végeredmény

Az két elődöntőben elért pontszám közül a csapatok a magasabbat vitték tovább magukkal a döntőbe.
Jelmagyarázat
      –  Az elődöntőből továbbvitt és a döntős pontszám

### Összesített bajnok
| 1. | Kazahsztán    | 13 | 18 | 15 | 20 | 7  | 7  | 16 | 17 | 2  | 18 | 15 | 18 | 80 | 86 | 32 | 118 |
| 2. | Kína          | 10 | 13 | 17 | 16 | 7  | 4  | 15 | 16 | 16 | 14 | 15 | 3  | 67 | 79 | 34 | 113 |
| 3. | Magyarország  | 10 | 11 | 13 | 13 | 10 | 16 | 12 | 11 | 12 | 9  | 10 | 19 | 73 | 73 | 34 | 107 |
| 4. | Franciaország | 19 | 17 | 7  | 15 | 19 | 13 | 12 | 11 | 14 | 12 | 11 | 6  | 90 | 66 | 12 | 102 |
| 5. | Algéria       | 7  | 5  | 9  | 6  | 13 | 6  | 4  | 7  | 11 | 5  | 8  | 11 | 46 | 46 | 6  | 52  |

### Játékok bajnoka
| 1. | Magyarország  | 10 | 11 | 13 | 13 | 10 | 8  | 12 | 11 | 12 | 9  | 10 | 13 | 65 | 67 | 26 | 93 |
| 2. | Kazahsztán    | 9  | 12 | 9  | 14 | 3  | 7  | 12 | 11 | 2  | 14 | 9  | 10 | 54 | 58 | 20 | 78 |
| 3. | Franciaország | 11 | 13 | 3  | 11 | 11 | 13 | 6  | 7  | 8  | 4  | 7  | 6  | 62 | 38 | 12 | 74 |
| 4. | Kína          | 4  | 5  | 9  | 8  | 7  | 4  | 7  | 8  | 8  | 8  | 7  | 3  | 37 | 41 | 18 | 59 |
| 5. | Algéria       | 7  | 5  | 9  | 6  | 7  | 6  | 4  | 7  | 7  | 5  | 8  | 7  | 40 | 38 | 6  | 46 |

### Bajnokok falaeredményei
| 1. | Kína          | 6 | 8 | 8 | 8 | 0 | 0 | 8 | 8 | 8 | 6 | 8 | 0 | 30 | 38 | 16 | 54 |
| 2. | Kazahsztán    | 4 | 6 | 6 | 6 | 4 | 0 | 4 | 6 | 0 | 4 | 6 | 8 | 26 | 28 | 12 | 40 |
| 3. | Franciaország | 8 | 4 | 4 | 4 | 8 | 0 | 6 | 4 | 6 | 8 | 4 | 0 | 28 | 28 | 0  | 28 |
| 4. | Magyarország  | 0 | 0 | 0 | 0 | 0 | 8 | 0 | 0 | 0 | 0 | 0 | 6 | 8  | 6  | 8  | 16 |
| 5. | Algéria       | 0 | 0 | 0 | 0 | 6 | 0 | 0 | 0 | 4 | 0 | 0 | 4 | 6  | 8  | 0  | 8  |

## Nemzetközi közvetítések
| Ország        | A műsor helyi címe                   | Premier vetítés   | Műsorvezető(k)                        | Közvetítő csatorna |
| ------------- | ------------------------------------ | ----------------- | ------------------------------------- | ------------------ |
| Algéria       | Intervilles Algerie                  | 2015. október 11. |                                       | Canal Algérie      |
| Franciaország | Intervilles International            | 2015. október 16. | Cécile de Ménibus és Joan Faggianelli | Gulli              |
| Kazahsztán    | Namys Doda (Намыс дода)              | 2015. október 2.  | Nurlan Koyanbayev                     | Kazakhstan         |
| Kína          | Intervilles International (城市之间) | 2015. október 6.  | Zhen Cheng                            | CCTV-5             |
| Magyarország  | Játék határok nélkül                 | 2015. október 17. | Varga Edit és Gundel Takács Gábor     | Duna               |

## Nézettség
Az alábbi táblázat a műsor magyar nézettségét mutatja. A 4+-os adatok a teljes lakosságra, a 18–59-es adatok a célközönségre vonatkoznak.
| Adás        | Sugárzás                          | Teljes lakosság (4+) | Teljes lakosság (4+) | Teljes lakosság (4+) | Célközönség (18–59) | Célközönség (18–59) | Célközönség (18–59) | Forrás        |
| Adás        | Sugárzás                          | AMR (fő)             | SHR (%)              | Heti helyezés        | AMR (fő)            | SHR (%)             | Heti helyezés       | Forrás        |
| ----------- | --------------------------------- | -------------------- | -------------------- | -------------------- | ------------------- | ------------------- | ------------------- | ------------- |
| 1. forduló  | 2015. október 17., szombat 19:40  | 385 109              | 8,3                  | 27.                  | 92 000              | 5,5                 | N/A                 | [ 8 ] [ 9 ]   |
| 2. forduló  | 2015. október 24., szombat 19:40  | 354 000              | 7,6                  | N/A                  | 84 000              | 4,9                 | N/A                 | [ 10 ]        |
| 3. forduló  | 2015. október 31., szombat 19:40  | 316 000              | 6,8                  | N/A                  | 59 000              | 3,5                 | N/A                 | [ 11 ]        |
| 4. forduló  | 2015. november 7., szombat 19:40  | 387 502              | 8,6                  | 29.                  | 79 000              | 4,9                 | N/A                 | [ 12 ] [ 13 ] |
| 5. forduló  | 2015. november 14., szombat 19:40 | 394 953              | 8,6                  | 27.                  | 93 000              | 5,6                 | N/A                 | [ 14 ] [ 15 ] |
| 6. forduló  | 2015. november 21., szombat 19:40 | 393 241              | 8,4                  | 30.                  | 85 000              | 5,0                 | N/A                 | [ 16 ] [ 17 ] |
| 7. forduló  | 2015. november 28., szombat 19:40 | 348 000              | 7,5                  | N/A                  | 86 000              | 5,3                 | N/A                 | [ 18 ]        |
| 8. forduló  | 2015. december 5., szombat 19:40  | 367 000              | 8,2                  | N/A                  | 73 000              | 4,9                 | N/A                 | [ 19 ]        |
| 9. forduló  | 2015. december 12., szombat 19:40 | 399 076              | 9,0                  | 28.                  | 83 000              | 5,3                 | N/A                 | [ 20 ] [ 21 ] |
| 10. forduló | 2015. december 19., szombat 19:40 | 351 000              | 7,8                  | N/A                  | 76 000              | 5,0                 | N/A                 | [ 22 ]        |
| 11. forduló | 2016. január 2., szombat 19:40[1] | 453 142              | 9,5                  | 29.                  | 95 000              | 5,3                 | N/A                 | [ 23 ] [ 24 ] |
| 12. forduló | 2016. január 9., szombat 19:40    | 508 988              | 10,9                 | 20.                  | 98 000              | 5,8                 | N/A                 | [ 25 ] [ 26 ] |
| 13. forduló | 2016. január 16., szombat 19:40   | 546 732              | 11,8                 | 17.                  | 180 806             | 7,4                 | 26.                 | [ 27 ] [ 28 ] |

↑ 1: A 11. forduló sugárzási időpontját a karácsonyi ünnepre tekintettel egy héttel csúsztatták.

## Térkép

A részt vevő országok
Országok, melyek az előző évadban részt vettek, de ebben az évben nem